# بيتر جي. والش
بيتر جي. والش هو سياسي كندي، ولد في 1931، وتوفي في 11 فبراير 1995.